# Photométrie (optique)
Pour les articles homonymes, voir photométrie.
La photométrie est l'art de mesurer le rayonnement lumineux tel qu'il est ressenti par la vision humaine, et, par extension, l'étude quantitative de la transmission de ce rayonnement.
Elle se base sur la radiométrie, qui étudie la puissance des rayonnements électromagnétiques, dont la lumière est un cas particulier, en affectant la puissance de chaque longueur d'onde d'un coefficient d'efficacité lumineuse spectrale qui reflète statistiquement la sensation lumineuse humaine. Pour le reste, les concepts et grandeurs de la photométrie sont homologues à ceux de la radiométrie.
Les appareils de mesure de grandeurs photométriques sont le plus souvent munis de filtres optiques qui effectuent cette pondération. Les longueurs d'onde auxquelles s'intéresse la photométrie correspondent, en effet, à des fréquences largement au-delà des possibilités de traitement électronique direct, excluant une autre mesure que celle de la puissance moyenne, et l'analyse spectrale qu'on effectue avec des prismes ou des réseaux de diffraction n'est utilisable qu'avec un flux lumineux suffisamment puissant pour que chaque bande reçoive assez d'énergie pour la sensibilité des capteurs.
Le domaine d'application principal de la photométrie est l'éclairagisme. Ses unités sont d'usage courant en architecture, en photographie, en audiovisuel, etc. Elle est déterminante pour la fabrication des instruments d'optique.

## Objectifs et applications
Christian Huygens semble avoir été le premier à s'intéresser à la mesure de la luminosité d'objets, comparant celle de Sirius à celle du Soleil, inaugurant la photométrie des astres, qui se développera en radiométrie. Il posait ainsi la question de la mesure du rayonnement lumineux.
L'optique géométrique construit le cheminement des rayons lumineux. Elle permet la fabrication d'instruments d'optique, longue-vues, lunettes astronomiques, microscopes et autres. Le cheminement de la lumière étant établi, se pose la question de la luminosité des images obtenues. Cette application, à la base du développement de la photométrie au XVIIIe siècle avec les travaux de Lambert, qui introduit le terme en 1758, reste une des principales.
Pour construire un appareil photographique, il faut non seulement former une image nette sur la surface sensible, mais encore que celle-ci reçoive une quantité adéquate d'énergie lumineuse. Les surfaces sensibles ne s'adaptant pas, comme la vision humaine, à la luminosité des objets, cette question doit être réglée rigoureusement. La photométrie permet de calculer, connaissant les caractéristiques d'absorption, de dispersion et de réfraction des milieux, et les dimensions que les diaphragmes imposent aux faisceaux lumineux, la quantité de lumière transmise par un système optique.
Les progrès de l'éclairage au XIXe siècle ouvrent un nouveau champ d'investigations : il s'agit de comparer l'efficacité de divers moyens d'éclairage, et de déterminer les moyens d'arriver à un éclairement spécifié.

## Photométrie et perception humaine
L'objectif de la photométrie est d'obtenir une mesure physique d'un rayonnement lumineux qui corresponde à la sensation humaine de la luminosité, ou clarté, d'une surface.

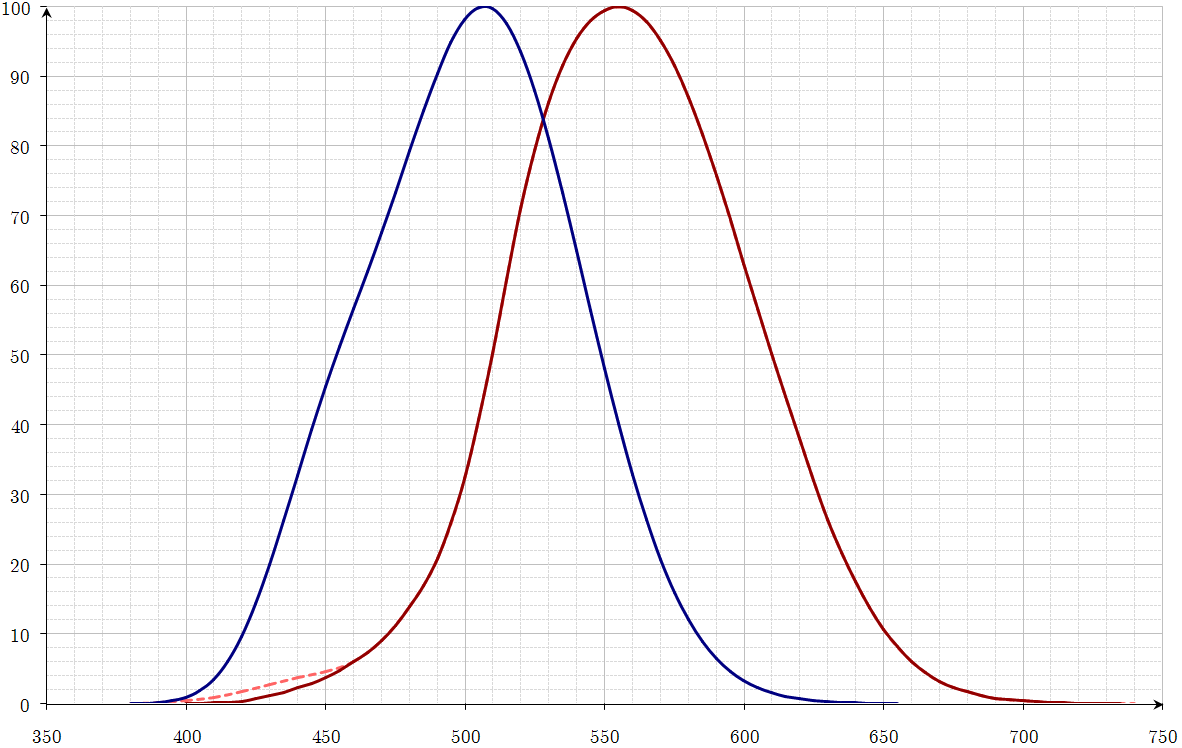
Efficacités relatives des visions scotopique CIE 1951 (en bleu) et photopique 2° CIE 1924 (trait plein) et 2° CIE 1988, (pointillés).

Débutant au XVIIe siècle sans instruments de mesure, la photométrie établit ses bases par comparaison de sources lumineuses. On présente à l'observateur deux surfaces éclairées par deux sources, et on recherche le réglage nécessaire pour qu'elles paraissent également lumineuses. On s'aperçoit alors que la perception de la clarté varie selon le champ visuel mis en jeu — les études se sont par la suite intéressées aux angles de 2° et de 10°.
Quand, à partir de la fin du XIXe siècle, on mesure les quantités d'énergie transportées par les rayonnements, on se rend compte que, le plus souvent, la plus grande partie de cette énergie ne crée aucune sensation lumineuse.
On trouve assez facilement les limites de longueur d'onde de la lumière visible. Les lumières monochromatiques visibles correspondent aux couleurs de la lumière blanche décomposée par le prisme, d'environ 400 nanomètres pour le bleu à environ 700 nanomètres pour le rouge. Ces lumières sont perçues principalement comme colorées, et de luminosités différentes à puissance égale. Les observateurs ne parviennent pas à égaliser avec certitude et régularité la luminosité de deux sources de couleurs très différentes. On procède de proche en proche, et on établit une courbe d'efficacité relative, qui indique le rapport de luminosité entre deux lumières monochromatiques de même intensité.

### Domaines photométriques
Dans la vision photopique, quand la lumière est suffisante, les trois types de cônes de la rétine permettent la perception des couleurs. Les cônes ne sont pas suffisamment sensibles pour assurer la vision en toutes circonstances. Dans l'obscurité, un autre type de cellule de l'œil, les bâtonnets, permet la vision scotopique, sans perception des couleurs. Sans l'obstacle de la différence de couleur, on a pu établir plus facilement des courbes d'efficacité relative. Celles-ci diffèrent nettement des courbes établies pour la vision colorée. Dès 1825 Purkinje avait constaté que les rayonnements qui semblent les plus lumineux en vision nocturne ne sont pas les mêmes qu'en vision diurne.
L'existence de deux domaines est « un scandale pour la photométrie visuelle ». Comment établir une correspondance entre les unités énergétiques et la perception, si selon la quantité de lumière, les longueurs d'onde composant la lumière n'ont pas la même pondération ?
L'efficacité lumineuse des lumières monochromatiques de longueur d'onde 510 nanomètres et 610 nanomètres est égale en vision photopique. Avec la même puissance physique, elles apparaissent comme des lumières de même luminosité, l'une verte, l'autre rouge-orangée.
En vision scotopique, on ne perçoit aucune différence de couleur, et pour égaliser les luminosités, il faut multiplier la puissance de la lumière à 610 nanomètres par 6,3.
Vision photopique et scotopique
La sensibilité maximale de l'œil humain est atteinte pour une longueur d'onde de 555 nanomètres en vision diurne et 507 nanomètres en vision nocturne.
On a donc deux domaines photométriques correspondant aux différents types de vision, séparés par une vaste zone intermédiaire. Dans des conditions de forte luminosité, comme on en trouve en plein jour, les bâtonnets n'ont aucune influence. Dans l'obscurité, les cônes ne perçoivent rien, et on ne perçoit aucune couleur. Entre ces deux domaines se trouve le domaine mésopique correspondant à la vision crépusculaire. Dans ce domaine les cônes et les bâtonnets fonctionnent conjointement : le déplacement progressif du maximum de sensibilité vers les bleus est nommé effet Purkinje.

La correspondance entre unité radiométriques et unités photométriques s'établit différemment selon le domaine de luminosité où on se situe.

Les fonctions d'efficacité lumineuse spectrale prennent toutes des valeurs nulles pour des longueurs en deçà de 360 nanomètres et au-dessus de 830 nanomètres. En dehors de cette plage toutes les grandeurs photométriques sont nulles, les rayonnements sont invisibles.

## Grandeurs photométriques

Atténuation géométrique

La photométrie et la radiométrie étudient le rayonnement comme un transfert de puissance dans l'espace, se propageant par ondes dans toutes les directions. La notion de transfert implique que la puissance totale reste identique, à moins qu'une partie n'en soit absorbée ou diffusée. Comme, sauf dans le cas du transfert dans une fibre optique ou un guide d'ondes, le cheminement de l'onde n'est pas contenu, la puissance se répartit dans un cône, dont la base a une aire proportionnelle au carré de la distance à la source. Ce phénomène appelé atténuation géométrique est à la base de la constitution des unités radiométriques et photométriques.
Pour présenter de façon simple les grandeurs utilisées en photométrie nous étudierons une source lumineuse qui éclaire une surface.

### Sources lumineuses
Une source lumineuse primaire est un corps qui produit de la lumière par transformation d'une autre forme d'énergie.
Le soleil est un bon exemple : l'énergie libérée par la fusion nucléaire entraîne la production de lumière par incandescence. C'est aussi le cas de toutes les sources de lumière artificielles.

Une source lumineuse secondaire est une source qui renvoie une partie de la lumière qu'elle reçoit.
La lune, le ciel bleu, le plafond d'un appartement nous renvoient une partie du rayonnement solaire qu'ils reçoivent. Il en va de même pour la plupart des objets du quotidien.
La source lumineuse peut être considérée ponctuelle ou étendue.

Une source est considérée comme ponctuelle quand sa plus grande dimension est petite par rapport à la distance qui la sépare de l'observateur.
Dans le cas contraire, la source est étendue, elle est perçue comme une surface.

### Caractérisation de la source lumineuse
La source n'émet pas forcément avec la même puissance dans toutes les directions.

Si en tous points d'une sphère centrée autour d'une source ponctuelle, on relève le même éclairement, la source est dite uniforme ou  isotrope.

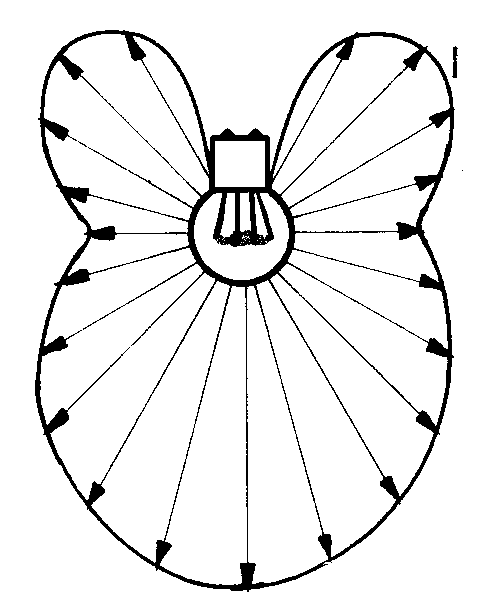
Indicatrice d'émission d'une lampe à incandescence. La luminance du filament est uniforme, mais sa surface apparente varie selon la direction. L'intensité lumineuse varie dans la même proportion.

Dans le cas contraire, il faut caractériser l'émission de la source dans chaque direction. Pour cela, on détermine un angle solide suffisamment petit. La quantité d'énergie divisée par l'angle solide, en radiométrie, pondérée en photométrie par les coefficients d'efficacité lumineuse spectrale, donne le rayonnement de la source.
Si dans une surface distante de d de la source, d'aire s, on relève une puissance surfacique de Ee (en watts par mètre carré), l'intensité énergétique de la source se calcule en divisant la puissance totale reçue sur l'aire s, par l'angle solide que cette aire intercepte, c'est-à-dire le quotient de cette aire par le carré de la distance d.
{\displaystyle I_{e}={\frac {E_{e}\times s}{\frac {s}{d^{2}}}}=E_{e}\times d^{2}}
Si on a mesuré un éclairement uniforme Ev (en lux), l'intensité de la source s'établit identiquement :
{\displaystyle I_{v}=E_{v}\times d^{2}}
L'intensité, énergétique ou lumineuse, ne dépend pas de la distance d'observation si le milieu n'absorbe ni ne diffuse la radiation lumineuse. Si on s'éloigne, la puissance se répartit sur une surface proportionnelle au carré de la distance, et la puissance surfacique ou l'éclairement diminuent dans la même proportion.
L'intensité lumineuse, exprimée en candelas, caractérise la « brillance » ou « éclat lumineux » d'une source ponctuelle dans la direction d'observation. Avant la définition de cette unité, dont le nom signifie « bougie », « chandelle » en latin, on mesurait l'intensité lumineuse en bougies, par comparaison visuelle avec une bougie-étalon, remplacée ensuite par une lampe électrique à incandescence équivalente.
Si la source est étendue, la luminance, exprimée en candelas par mètre carré, caractérise son « éclat » : elle renseigne sur l'intensité d'un mètre carré de cette source si celle-ci était observée de suffisamment loin pour être perçue comme ponctuelle. Les surfaces brillantes ont une luminance qui dépend de la direction d'observation. Pour les surfaces diffusantes, mates, la luminance est la même dans toutes les directions du demi-espace, on dit que l'on a affaire à une source lumineuse orthotrope.

### Entre la source lumineuse et la surface éclairée
Le transfert de l'énergie émise se fait par rayonnement. Toutes les fréquences de ce rayonnement ne sont pas visibles par l'œil humain. La « puissance visible » du rayonnement porte le nom de flux lumineux et s'exprime en lumens. On peut étudier le flux lumineux émis par la source dans toutes les directions ou uniquement la partie qui atteint une surface réceptrice, etc. Si la source est étendue, on définit alors l'émittance de la source, exprimée en lumens par mètre carré de surface émettrice. Pour une source lumineuse orthotrope, il existe une relation simple entre la luminance et l'émittance exprimée par la loi de Lambert.
La "proportion" de la partie visible du rayonnement par rapport à la totalité du rayonnement constitue ce que l'on appelle l'efficacité lumineuse et s'exprime en lumens par watt.
Dans le cas des sources artificielles modernes, c'est une puissance électrique qui est à l'origine de l'incandescence et/ou de la luminescence. La rentabilité d'une telle source, compte tenu de sa consommation, est caractérisée par l'efficacité lumineuse d'une source en lumens par watt (lm W−1).

### Au niveau de la surface éclairée
Si une partie de flux lumineux parvient en un point de la surface, on dit que la surface est éclairée. Pour juger de cet éclairement, on définit une grandeur appelée éclairement lumineux, exprimée en lux.
Cet éclairement lumineux ne laisse pas présager la quantité de lumière réémise par la surface qui devient une source à son tour (on peut alors définir son émittance). Cette dernière dépend de la nature et de l'état de la surface mais aussi de sa couleur. La notion de couleur n'est pas abordée en photométrie, c'est le domaine de la colorimétrie. Cependant, la quantité de lumière réémise dépend des longueurs d'onde de la lumière incidente et l'on définit une réflectance spectrale représentée sous la forme d'une courbe de réflectance pour rendre compte de ce fait.
En l'absence d'un phénomène de fluorescence, de luminescence ou de phosphorescence, le flux lumineux réémis en chaque point est inférieur au flux lumineux incident, ce qui se traduit par le fait que l'émittance en un point de la surface s'exprime par un nombre inférieur au nombre exprimant son éclairement lumineux. Émittance et éclairement sont de mêmes dimensions, on utilise respectivement le lumen par mètre carré (lm m−2) et le lux (lx) pour les distinguer.
Dans certains domaines comme la photographie, le temps pendant lequel une surface photosensible reçoit un éclairement doit être pris en compte. L'exposition lumineuse (anciennement nommée lumination) est égale au produit de l'éclairement et de la durée d'exposition et s'exprime en lux-seconde (lx s).

## Unités de mesure
Jusqu'en 1948, il n'a pas existé d'unité de mesure unifiée pour l'intensité lumineuse, chaque pays utilisant des étalons différents (flamme, filament incandescent).
En 1948, le Bureau international des poids et mesures approuva l'introduction de la candela dans le Système international d'unités, défini comme l'intensité lumineuse « d'un soixantième de centimètre carré de corps noir à la température de congélation du platine (environ 1 771,85 °C) ».
Pour simplifier la définition expérimentalement, le BIPM adopte en 1979 la définition actuelle :

« La candela est l'intensité lumineuse, dans une direction donnée, d'une source qui émet un rayonnement monochromatique de fréquence 540 × 1012 hertz et dont l'intensité énergétique dans cette direction est 1/683 watt par stéradian. »

— 16e Conférence générale des poids et mesures, 1979
L'efficacité lumineuse ainsi définie est égale à 683 lm W−1 = 683 cd sr W−1.
La candela est l'une des sept unités de base du Système international. Le lux (éclairement lumineux) et le lumen (flux lumineux) sont des unités SI dérivées de la candela. L'apostilb (luminance, Allemagne) et le blondel (luminance, France) sont déconseillés, mais peuvent se rencontrer dans des documents. Des unités non approuvées internationalement peuvent être encore en usage dans certains pays : le foot-candle (éclairement lumineux, pays anglophones), le lambert (luminance, États-Unis).
Le tableau ci-dessous rassemble les grandeurs photométriques et leurs unités, ainsi que les grandeurs énergétiques ou radiométriques qui leur sont associées, définies dans la norme ISO 80000-7.
| Grandeur photométrique            | Symbole                   | Unité SI (symbole)               | Dimension | Équivalent radiométrique                           | Symbole                   | Unité SI (symbole)                                 | Dimension |
| --------------------------------- | ------------------------- | -------------------------------- | --------- | -------------------------------------------------- | ------------------------- | -------------------------------------------------- | --------- |
| Quantité de lumière               | {\displaystyle Q_{v}}     | lumen seconde (lm s)             | J T Ω     | Énergie rayonnée                                   | {\displaystyle Q_{e}}     | joule (J)                                          | M L2 T−2  |
| Flux lumineux                     | {\displaystyle \phi _{v}} | lumen (lm)                       | J Ω       | Flux énergétique (puissance rayonnée)              | {\displaystyle \phi _{e}} | watt (W)                                           | M L2 T−3  |
| Intensité lumineuse               | {\displaystyle I_{v}}     | candela (cd)                     | J         | Intensité énergétique                              | {\displaystyle I_{e}}     | watt par stéradian (W sr−1)                        | M L2 T−3  |
| Luminance / Luminance lumineuse   | {\displaystyle L_{v}}     | candela par mètre carré (cd m−2) | J L-2     | Luminance énergétique / Radiance                   | {\displaystyle L_{e}}     | watt par mètre carré et par stéradian (W m−2 sr−1) | M T−3     |
| Éclairement lumineux              | {\displaystyle E_{v}}     | lux (lx)                         | J L-2 Ω   | Éclairement énergétique / Irradiation / Irradiance | {\displaystyle E_{e}}     | watt par mètre carré (W m−2)                       | M T−3     |
| Exitance / Émittance              | {\displaystyle M_{v}}     | lumen par mètre carré (lm m−2)   | J L-2 Ω   | Exitance / Émittance énergétique                   | {\displaystyle M_{e}}     | watt par mètre carré (W m−2)                       | M T−3     |
| Exposition lumineuse / Lumination | {\displaystyle H_{v}}     | lux seconde (lx s)               | J T L-2 Ω | Exposition énergétique                             | {\displaystyle H_{e}}     | joule par mètre carré (J m−2)                      | M T-2     |